# Liste der Baudenkmale in Dummerstorf
In der Liste der Baudenkmale in Dummerstorf sind alle Baudenkmale der Gemeinde Dummerstorf (im Landkreis Rostock) und ihrer Ortsteile aufgelistet (Stand 10. Februar 2021).

## Legende
In den Spalten befinden sich folgende Informationen:
- ID-Nr: Die Nummer wird von den Denkmalämtern der Landkreise vergeben. Wenn sie nicht bekannt ist, bleibt die Spalte leer. In dieser Spalte kann sich zusätzlich das Wort Wikidata befinden, der entsprechende Link führt zu Angaben zu diesem Denkmal bei Wikidata.
- Lage: die Adresse des Denkmales und die geographischen Koordinaten.
Link zu einem Kartenansichtstool, um Koordinaten zu setzen. In der Kartenansicht sind Denkmale ohne Koordinaten mit einem roten bzw. orangen Marker dargestellt und können in der Karte gesetzt werden. Denkmale ohne Bild sind mit einem blauen bzw. roten Marker gekennzeichnet, Denkmale mit Bild mit einem grünen bzw. orangen Marker.
- Bezeichnung: Bezeichnung, so wie sie in den offiziellen Listen der Denkmalämter steht. Ein Link hinter der Bezeichnung führt zum Wikipedia-Artikel über das Denkmal. Wenn die Bezeichnung der Denkmalämter inhaltlich fehlerhaft ist, ist in der Spalte „Beschreibung“ darauf hinzuweisen.
- Beschreibung: Beschreibung des Denkmales
- Bild: ein Bild des Denkmales und gegebenenfalls einen Link zu weiteren Fotos des Denkmals im Medienarchiv Wikimedia Commons

## Denkmalbereiche
Der Bereich Dorfkern Reez wurde als Denkmalbereich nach § 5(3) des Denkmalschutzgesetzes Mecklenburg-Vorpommerns ausgewiesen.

## Dummerstorf
| ID     | Lage                             | Bezeichnung                                          | Beschreibung | Bild |
| ------ | -------------------------------- | ---------------------------------------------------- | --- | ---- |
| 189    |                                  | Ehem. Kaiser-Wilhelm-Institut für Tierzuchtforschung | 1937 wurde das Kaiser-Wilhelm-Institut für Tierzuchtforschung gegründet. Es blieb unter wechselnden Namen weiter in Betrieb, seit 2021 unter der Bezeichnung Forschungsinstitut für Nutztierbiologie. |      |
| zu 189 | Griebnitzer Weg 2 (Karte)        | Haus (ehem. Internat)                                | Das Haus ist Teil des ehem. Kaiser-Wilhelm-Instituts für Tierzuchtforschung. |      |
| zu 189 | Gustav-Frölich-Allee 21 (Karte)  | Haus (ehem. Forschungsgebäude)                       | Das Haus ist Teil des ehem. Kaiser-Wilhelm-Instituts für Tierzuchtforschung. |      |
| zu 189 | Gustav-Frölich-Allee             | Ehem. Kälberstallanlage                              | Das Haus ist Teil des ehem. Kaiser-Wilhelm-Instituts für Tierzuchtforschung. |      |
| zu 189 | Kavelstorfer Landstraße 53       | Transformatorenhaus                                  | Das Haus ist Teil des ehem. Kaiser-Wilhelm-Instituts für Tierzuchtforschung. |      |
| zu 189 | Schmiedeweg 1, 2 (Karte)         | Ehem. Internatsgebäude                               | Das Haus ist Teil des ehem. Kaiser-Wilhelm-Instituts für Tierzuchtforschung. |      |
| zu 189 | Wilhelm-Stahl-Allee              | altes Forschungsgebäude                              | Das Haus ist Teil des ehem. Kaiser-Wilhelm-Instituts für Tierzuchtforschung. |      |
| zu 189 | Wilhelm-Stahl-Allee              | Stallkomplex mit 3 Rinderställen und 1 Jungtierstall | Das Haus ist Teil des ehem. Kaiser-Wilhelm-Instituts für Tierzuchtforschung. |      |
| 190    | Hof 4 (Karte)                    | Gutshaus mit Vorplatz                                | |      |
| zu 190 |                                  | Park                                                 | |      |
| zu 190 |                                  | Pflasterstraße mit Allee                             | |      |
| zu 190 | Hof 10 (Karte)                   | Speicher                                             | |      |
| zu 190 | Pankelower Weg/Quersteig (Karte) | Silo                                                 | |      |
| 818    | Neue Dorfstraße                  | Kriegerdenkmal von 1914/18                           | |      |

## Bandelstorf
| ID  | Lage    | Bezeichnung                                                                           | Beschreibung | Bild           |
| --- | ------- | ------------------------------------------------------------------------------------- | ------------ | -------------- |
| 118 | (Karte) | Gutsanlage mit Gutshaus, Park, Inspektorenhaus, Waage, Stallspeicher und Stallscheune |              | Weitere Bilder |

## Beselin
| ID  | Lage                  | Bezeichnung | Beschreibung | Bild |
| --- | --------------------- | ----------- | ------------ | ---- |
| 154 | Trügenwisch 1 (Karte) | Gutshaus    |              |      |

## Dishley
| ID  | Lage    | Bezeichnung                                                                       | Beschreibung | Bild |
| --- | ------- | --------------------------------------------------------------------------------- | ------------ | ---- |
| 187 | (Karte) | Ehem. Schäferei mit Schafstall, großem Wohnhaus und kleinem Wohnhaus mit Schuppen |              |      |

## Göldenitz
| ID  | Lage             | Bezeichnung                                                | Beschreibung | Bild |
| --- | ---------------- | ---------------------------------------------------------- | ------------ | ---- |
| 213 | Am See 7 (Karte) | Schulmuseum (Schule) mit Stallscheune und Toilettengebäude |              |      |
| 215 |                  | Schmiede                                                   |              |      |

## Groß Potrems
| ID  | Lage                        | Bezeichnung                                                                                  | Beschreibung | Bild |
| --- | --------------------------- | -------------------------------------------------------------------------------------------- | ------------ | ---- |
| 293 | Am Schloßteich 7-10 (Karte) | Gutsanlage mit Gutshaus, Park, Friedhof im Park, Pferdestall, Arbeiterwohnhaus/Stallspeicher |              |      |

## Groß Viegeln
| ID  | Lage                    | Bezeichnung                             | Beschreibung | Bild           |
| --- | ----------------------- | --------------------------------------- | ------------ | -------------- |
| 300 | (Karte)                 | Gutsanlage mit Gutshaus und Pferdestall |              | Weitere Bilder |
| 802 | Dorfstraße 1/1a (Karte) | Wohnhaus                                |              |                |
| 301 | Dorfstraße 4/5 (Karte)  | Landarbeiterhaus                        |              |                |
| 302 | Hof 6/7                 | Landarbeiterhaus                        |              |                |

## Hohen Schwarfs
| ID  | Lage                                 | Bezeichnung                                                                             | Beschreibung | Bild                                                                                    |
| --- | ------------------------------------ | --------------------------------------------------------------------------------------- | --- | --------------------------------------------------------------------------------------- |
| 351 | Alte Dorfstraße 7–10 (Karte)         | Landarbeiterhaus                                                                        | | Landarbeiterhaus                                                                        |
| 352 | Am Gutspark 6, Am Gutspark 7 (Karte) | Gutsanlage mit Gutshaus, Stallspeicher (ehem. Pferdestall), Speicher und ehem. Kuhstall | 1-gesch., 9-achsiger, barocker, sanierter Putzbau mit Mittelrisalit und Mansarddach; seit 1780 in vielfach wechselnden Besitz | Gutsanlage mit Gutshaus, Stallspeicher (ehem. Pferdestall), Speicher und ehem. Kuhstall |

## Kavelstorf
| ID  | Lage                                | Bezeichnung                                  | Beschreibung                     | Bild                                         |
| --- | ----------------------------------- | -------------------------------------------- | -------------------------------- | -------------------------------------------- |
| 361 | Bahnhofstraße 1 (Karte)             | Bahnhof, Empfangsgebäude                     |                                  | Weitere Bilder                               |
| 368 | Rostocker Straße 36 (Karte)         | Scheune                                      |                                  | Scheune                                      |
| 370 | Neuer Friedhof (Karte)              | Neuer Friedhof, Kapelle                      |                                  |                                              |
| 362 | Zur Kavelstorfer Kirche 1 (Karte)   | Wohnhaus                                     |                                  | Wohnhaus                                     |
| 363 | Zur Kavelstorfer Kirche 2 (Karte)   | Scheune                                      |                                  | Scheune                                      |
| 364 | Zur Kavelstorfer Kirche 3 (Karte)   | Pfarrhaus                                    |                                  | Pfarrhaus                                    |
| 365 | Zur Kavelstorfer Kirche 5/6 (Karte) | Wohnhaus und Scheune                         |                                  | Wohnhaus und Scheune                         |
| 369 | Zur Kavelstorfer Kirche 8 (Karte)   | Kirche mit Kirchhof und Einfriedung          |                                  | Weitere Bilder                               |
| 366 | Zur Kavelstorfer Kirche (Karte)     | Gedenkstein für die Kriegsteilnehmer 1870/71 | (Zueignung nicht mehr leserlich) | Gedenkstein für die Kriegsteilnehmer 1870/71 |
| 367 | Zur Kavelstorfer Kirche (Karte)     | Kriegerdenkmal 1914/18 mit Friedenseiche     |                                  | Kriegerdenkmal 1914/18 mit Friedenseiche     |

## Kessin
| ID  | Lage                                         | Bezeichnung                                                             | Beschreibung | Bild                                               |
| --- | -------------------------------------------- | ----------------------------------------------------------------------- | ------------ | -------------------------------------------------- |
| 371 | Neubrandenburger Straße (Karte)              | Kirche St. Godehard mit Friedhof und Kriegerdenkmal 1914/18 und 1939/45 |              | Weitere Bilder                                     |
| 372 | Neubrandenburger Straße 5 (Karte)            | Pfarrhof mit Wohnhaus, Torkaten, Stall und Scheune                      |              | Pfarrhof mit Wohnhaus, Torkaten, Stall und Scheune |
| 374 | Neubrandenburger Straße 14 (Karte)           | Tagelöhnerkaten                                                         |              | Tagelöhnerkaten                                    |
| 376 | Neubrandenburger Straße neben Nr. 38 (Karte) | Feuerwehr (Feuerwehrhaus)                                               |              | Feuerwehr (Feuerwehrhaus)                          |

## Klingendorf
| ID  | Lage                    | Bezeichnung                                                      | Beschreibung | Bild |
| --- | ----------------------- | ---------------------------------------------------------------- | ------------ | ---- |
| 783 | Eulenbruch 15 (Karte)   | Wohnhaus                                                         |              |      |
| 390 | Kirchsteig 9/10 (Karte) | Wohnhaus (ehem. Schule)                                          |              |      |
| 391 | Kirchsteig 11 (Karte)   | Wohnhaus                                                         |              |      |
| 393 | Kirchsteig 4 (Karte)    | Mühle mit Wohnhaus, Wirtschaftsgebäude und ehemaliger Dampfmühle |              |      |

## Klingendorf-Ausbau
| ID  | Lage                   | Bezeichnung                            | Beschreibung | Bild |
| --- | ---------------------- | -------------------------------------- | ------------ | ---- |
| 394 | Ginsterberg 10 (Karte) | Wohnhaus/Scheune                       |              |      |
| 395 | Ginsterberg 11 (Karte) | Wohnhaus/Scheune                       |              |      |
| 396 | Ginsterberg 12 (Karte) | Wohnhaus/Scheune                       |              |      |
| 397 | Ginsterberg 9 (Karte)  | Wohnhaus mit Stallspeicher und Scheune |              |      |

## Lieblingshof
| ID  | Lage                  | Bezeichnung         | Beschreibung | Bild |
| --- | --------------------- | ------------------- | --- | ---- |
| 510 | Dorfstraße 26 (Karte) | Gutshaus            | 1-gesch., 11-achs., sanierter Backsteinbau aus der Mitte des 19. Jh. mit Krüppelwalm und 2-gesch. Zwerchgiebel; Gut u. a. der Familien Hillmann (1807) und von Arnim (1857–Anf. 20. Jh.). |      |
| 511 | Dorfstraße 14 (Karte) | Wohnhaus            | |      |
| 513 | Parkstraße            | Transformatorenhaus | |      |

## Pankelow
| ID  | Lage                         | Bezeichnung                                | Beschreibung | Bild |
| --- | ---------------------------- | ------------------------------------------ | --- | ---- |
| 560 | Am Park 5, Am Park 2 (Karte) | Gutsanlage mit Gutshaus, Park und Speicher | 1-gesch., 9-achs. Putzbau von um 1800 mit 2-gesch. Zwerchgiebel und Krüppelwalm, Gut u. a. der Familien von Preen (ab 1745), von der Lühe (ab 1780), von Bassewitz (ab 1797), von Schack (1799–1830), von Engel (1865–1912) und Max Alexander Ritter (1926–1938). |      |

## Petschow
| ID  | Lage                    | Bezeichnung            | Beschreibung | Bild           |
| --- | ----------------------- | ---------------------- | --- | -------------- |
| 576 | An der Kirche 7 (Karte) | Pfarrhaus              | |                |
| 577 | An der Kirche 8 (Karte) | Kriegerdenkmal 1914/18 | |                |
| 579 | An der Kirche 8 (Karte) | Kirche mit Friedhof    | Spätromanische bzw. frühgotische Dorfkirche Petschow als Feldsteinkirche aus dem 13. Jahrhundert mit 1-jochigem Chor von um 1260, etwas späterem 2-jochigem, 1-schiffigem Langhaus und Turm vom 15. Jahrhundert | Weitere Bilder |

## Reez
| ID     | Lage                  | Bezeichnung                          | Beschreibung                                                                                 | Bild            |
| ------ | --------------------- | ------------------------------------ | -------------------------------------------------------------------------------------------- | --------------- |
| 593    | Am Hof                | Kriegerdenkmal 1914/18               |                                                                                              |                 |
| zu 594 | Am Hof 3 (Karte)      | Inspektorenhaus                      |                                                                                              | Inspektorenhaus |
| zu 594 | Am Hof 5 (Karte)      | Speicher (von 1835)                  |                                                                                              | Weitere Bilder  |
| 594    | Am Hof 10 (Karte)     | Gutsanlage mit Gutshaus, Park        | Sanierter, 2-gesch., 9-achs. Klinkerbau von 1840 mit Krüppelwalm und 3-gesch. Mittelrisalit. | Weitere Bilder  |
| 596    | Mühlendrift (Karte)   | Kapelle mit Friedhof und Einfriedung |                                                                                              | Weitere Bilder  |
| 595    | Mühlendrift 3 (Karte) | Schmiede                             |                                                                                              | Schmiede        |

## Scharstorf
| ID  | Lage            | Bezeichnung | Beschreibung                                                                                  | Bild     |
| --- | --------------- | ----------- | --------------------------------------------------------------------------------------------- | -------- |
| 645 | Lindenstraße 16 | Gutshaus    | Klassizistischer, sanierter, 1-gesch., 9-achs. Putzbau vom 19. Jh. mit 2-gesch. Mittelrisalit | Gutshaus |

## Schlage
| ID  | Lage                      | Bezeichnung                                                | Beschreibung | Bild |
| --- | ------------------------- | ---------------------------------------------------------- | ------------ | ---- |
| 646 | Am Obstgarten 4/5 (Karte) | Bauernhof mit Wohnhaus, Verbindungsmauer und Schweinestall |              |      |

## Ehemalige Denkmale
| ID | Lage                                       | Bezeichnung            | Beschreibung               | Bild                   |
| -- | ------------------------------------------ | ---------------------- | -------------------------- | ---------------------- |
|    | Dummerstorf, Hof 7 (Karte)                 | ehemaliger Pferdestall |                            | ehemaliger Pferdestall |
|    | Kessin, Neubrandenburger Straße 12         | Wohnhaus               | wurde etwa 2010 abgerissen |                        |
|    | Kessin, Neubrandenburger Straße 38 (Karte) | Tagelöhnerkaten        |                            | Tagelöhnerkaten        |

## Quelle
Denkmalliste des Landkreises Rostock A ‐ Z (Stand: 10. Februar 2021; PDF, 497 KB)